# Myatis
Myatis  (лат.) — род мелких жуков-чернотелок из подсемейства Tenebrioninae (триба Platyscelidini). Горы Центральной Азии.

## Распространение
Горные системы Центральной Азии. Западный Китай (Куньлунь), Таджикистан (Памир), северная Индия (Кашмир, Каракорум).

## Описание
Жуки буровато-чёрного цвета; усики, ротовые части и нижняя часть тела красно-коричневые. Длина тела самцов 6,8-9 мм, самок — 7,8-9,6 мм. Ширина тела самцов 2,7-3,6 мм, самок — 3,3-4 мм. Отмечены в альпийских ксерофитных биотопах (полупустыни, горные степи) на высотах от 3000 до 4100 м. Активны с июня по сентябрь.